# Rey Randor
Rey Randor (en inglés: King Randor), es un personaje ficticio, un rey guerrero que aparece en la popular franquicia Masters of The Universe de la década de 1980. En los primeros materiales, el personaje se llama Rey Miro; esto se dio más tarde en la serie de dibujos animados de Filmation como el nombre del padre perdido del Rey Randor. Aparece en la serie de televisión Amos del Universo: Revelación, también en He-Man and the Masters of the Universe (interpretado por Michael Donovan).
Randor «es el legítimo soberano de Eternia». Su hermano es Skeletor.

## Historia
Randor es el rey soberano de Eternia y el padre del héroe de la serie He-Man, el príncipe Adam, y la princesa Adora, también conocida como She-Ra. Se trata de un noble monarca lleno de enseñanzas y sabiduría. En la serie, es conocido como el Gobernante Heórico de Eternia y El Rey de Eternia, un capitán que ejerce un gran liderazgo dentro del cómic. Suele utilizar una corona y un cetro, además de espadas, hachas y lanzas como herramientas de combate.
Randor aparece junto a Queen Marlena en el primer episodio de la serie The New Adventures of He-Man. Antes de que Adam se vaya para viajar al futuro, visita a sus padres y les cuenta su misión. Randor observa con asombro cómo Adam se transforma en He-Man ante sus ojos. Randor es uno de los pocos personajes que aparecen tanto en la serie original como en The New Adventures. Aparece en gran medida en la historia del episodio Prince Adam No More. El resto de la encarnación de la franquicia en la década de 1980 se apega principalmente a la versión de Filmation de un rey audaz, de mediana edad y cabello castaño, pero parte del otro material de la franquicia lo presenta como un gobernante mucho mayor.
También aparece en la película de acción real He-Man. En la película, es presentado como el gran rey guerrero de Eternia, un descendiente de los Grayskulls, padre de Adam y padrastro del humano Keldor.